# ХК Атлант
Атлант (рус. Атлант) је руски хокејашки клуб из Митишчија. Клуб се тренутно такмичи у Континенталној хокејашкој лиги.

## Историја
Атлант је основан 1953. године под именом Химик. У почетку је играо у граду Воскресенску, а у сезони 2005/06 се преселио Митишчи и добио садашњи назив.
У сезони 2010/11. постигнут је до сада највећи успех, јер се клуб по први пут у својој историји пласирао у финале Купа гагарина. У финалу западне конференције избацили су Локомотиву из Јарославља. У шестом мечу Атлант је убедљиво савладао Локотиву са 8:2 и са укупно 4:2 у победама прошао у финале. У великом финалу од њих су са 4:1 у победама били бољи хокејаши Салават Јулаев.
Клуб утакмице као домаћин игра у Арени Митишчи капацитета 7.000 места.

## Састав тима
Од 9. септембра 2011.
| Голмани |                    |                    |         |
| Број    | Националност       | Име                | Годиште |
| 1       | Њемачка · Русија   | Дмитриј Кочнев     | 1981    |
| 30      | Русија             | Константин Барулин | 1984.   |
| Одбрана |                    |                    |         |
| Број    | Националност       | Име                | Годиште |
| 3       | Русија             | Андреј Зубарев     | 1987.   |
| 4       | Русија             | Денис Баев         | 1983.   |
| 5       | Шведска            | Данијел Фернхолм   | 1983.   |
| 6       | Русија             | Дмитриј Космачјев  | 1985.   |
| 7       | Русија · Казахстан | Максим Семјонов    | 1984.   |
| 8       | Русија             | Рафаел Батиршин    | 1986.   |
| 9       | Русија             | Иван Вишневскиј    | 1988.   |
| 28      | Финска             | Јане Нискала       | 1981.   |
| 57      | Русија             | Роман Рукавишников | 1992.   |
| Напад   |                    |                    |         |
| Број    | Националност       | Име                | Годиште |
| 10      | Русија             | Александар Рибаков | 1985.   |
| 11      | Русија · Њемачка   | Едуард Левандовски | 1980.   |
| 15      | Русија             | Игор Мусатов       | 1987.   |
| 19      | Шведска            | Патрик Закрисон    | 1987.   |
| 23      | Русија             | Алексеј Глухов     | 1984.   |
| 27      | Русија             | Алексеј Ковалјев   | 1973.   |
| 29      | Русија             | Иља Каблуков       | 1988.   |
| 34      | Русија             | Константин Руденко | 1988.   |
| 36      | Казахстан          | Дмитриј Упер (К)   | 1978.   |
| 38      | Русија             | Виктор Бобров      | 1984.   |
| 71      | Шведска            | Јунас Андерссон    | 1981.   |
| 92      | Словачка           | Бранко Радивојевић | 1980.   |
| 93      | Русија             | Николај Жердев     | 1984.   |